# Лавалтри (Квебек)
Лавалтри (фр. Lavaltrie) је град у Канади у покрајини Квебек. Према резултатима пописа 2011. у граду је живело 13.267 становника.

## Становништво
Према резултатима пописа становништва из 2011. у граду је живело 13.267 становника, што је за 9,5% више у односу на попис из 2006. када је регистровано 12.120 житеља.
| 2006.  | 2011.  |
| ------ | ------ |
| 12.120 | 13.267 |